# Standing on a Beach: The Singles 1978-1986

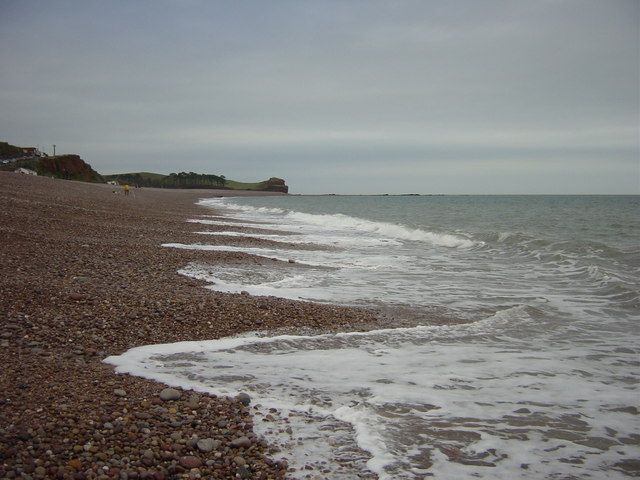
Día gris en la playa de Budleigh Beach, Devon, Inglaterra. Para la portada se eligió a un marinero inglés, protagonista del videoclip de la misma canción.

Standing on a Beach (o Staring at the Sea en la versión CD) es un álbum recopilatorio de la banda británica The Cure, editado en 1986 y el tercero en su trayectoria de compilaciones.
El LP contiene una recopilación de todos los sencillos de la banda desde su formación hasta el año 1985.
Existen tres versiones de este recopilatorio. La versión en LP es la más sencilla de las tres. La versión CD incluye cuatro temas no incluidos en el LP («10:15 Saturday Night», «Play for Today», «Other Voices» y «A Night Like This»). La versión casete incluye doce "caras B" que no entraron en el LP original. 
Los dos títulos seleccionados para este recopilatorio se extraen de la letra de «Killing an Arab».
En la portada del álbum aparece fotografiado John Button. Era un pescador jubilado que accedió a prestar su imagen para "ayudar a estos jóvenes a abrirse paso", como declaró y por un sentido estético con el que el grupo quería dotar a la recopilación. Fue el mismo que protagonizó el videoclip de «Killing an Arab» y acabaría declarando también que se iba a comprar un reproductor estéreo tan solo "por curiosidad, sólo para ver".

## Recepción

### Posiciones y certificaciones
| Año  | Lista | Posición | Certificación       |
| ---- | ----- | -------- | ------------------- |
| 1986 | UK    | 4        | Disco de Oro        |
| 1986 | USA   | 48       | 2 Discos de Platino |
| 1986 | AUS   | 23       | 3 Discos de Platino |
| 1986 | ALE   | —        | Disco de Oro        |
| 1986 | NZ    | 3        | —                   |
| 1986 | SUE   | 27       | —                   |
| 1986 | SUI   | 11       | Disco de Oro        |

## Listado de canciones

### Edición Vinilo
| Standing on a Beach |                                |          |  |
| N.º                 | Título                         | Duración |  |
| 1.                  | «Killing an Arab*»             | 2:22     |  |
| 2.                  | «Boys Don't Cry»               | 2:35     |  |
| 3.                  | «Jumping Someone Else's Train» | 2:54     |  |
| 4.                  | «A Forest»                     | 4:53     |  |
| 5.                  | «Primary»                      | 3:33     |  |
| 6.                  | «Charlotte Sometimes»          | 4:13     |  |
| 7.                  | «The Hanging Garden»           | 4:21     |  |
| 8.                  | «Let's Go to Bed»              | 3:33     |  |
| 9.                  | «The Walk»                     | 3:28     |  |
| 10.                 | «The Lovecats»                 | 3:38     |  |
| 11.                 | «The Caterpillar»              | 3:38     |  |
| 12.                 | «Inbetween Days»               | 2:56     |  |
| 13.                 | «Close to Me»                  | 3:39     |  |

Se usa la numeración del Staring at the Sea (versión CD):
| - (*) Este título fue reemplazado por Robert Smith durante sus conciertos por «Kissing an arab» o «Killing another» debido a malentendidos. - 1, 2, 3 canciones compuestas por Robert Smith, Michael Dempsey y Lol Tolhurst. - 4 canción compuesta por Robert Smith, Lol Tolhurst, Simon Gallup y Matthieu Hartley. | - 5, 6, 7 canciones compuestas por Robert Smith, Simon Gallup y Lol Tolhurst. - 8, 9, 10, 11 canciones compuestas por Robert Smith y Lol Tolhurst. - 12, 13 canciones compuestas por Robert Smith. |

### Edición CD/VHS
| Staring at the Sea |                                                                              |          |  |
| N.º                | Título                                                                       | Duración |  |
| 1.                 | «Killing an Arab*» (producida por: Chris Parry)                              | 2:22     |  |
| 2.                 | «10:15 Saturday Night» (producida por: Chris Parry)                          | 3:37     |  |
| 3.                 | «Boys Don't Cry» (producida por: Chris Parry)                                | 2:35     |  |
| 4.                 | «Jumping Someone Else's Train» (producida por: Chris Parry)                  | 2:54     |  |
| 5.                 | «A Forest» (producida por: Chris Parry y Mike Hedges)                        | 4:53     |  |
| 6.                 | «Play For Today» (producida por: Chris Parry y Mike Hedges)                  | 3:41     |  |
| 7.                 | «Primary» (producida por: Chris Parry y Mike Hedges)                         | 3:33     |  |
| 8.                 | «Other Voices» (producida por: Chris Parry y Mike Hedges)                    | 4:27     |  |
| 9.                 | «Charlotte Sometimes» (producida por: Chris Parry y Mike Hedges)             | 4:13     |  |
| 10.                | «The Hanging Garden» (producida por: The Cure y Phil Thornalley)             |          |  |
| 11.                | «Let's Go to Bed» (producida por: Chris Parry)                               | 3:33     |  |
| 12.                | «The Walk» (producida por: Steve Nye)                                        | 3:28     |  |
| 13.                | «The Lovecats» (producida por: Robert Smith, Phil Thornalley y Chris Parry)  | 3:38     |  |
| 14.                | «The Caterpillar» (producida por: Robert Smith, Dave M. Allen y Chris Parry) | 3:38     |  |
| 15.                | «In Between Days» (producida por: Robert Smith y Dave Allen)                 | 2:56     |  |
| 16.                | «Close to Me» (producida por: Robert Smith y Dave Allen)                     | 3:39     |  |
| 17.                | «A Night Like This» (producida por: Robert Smith y Dave Allen)               | 4:11     |  |

| - (*) Este título fue reemplazado por Robert Smith durante sus conciertos por «Kissing an arab» o «Killing another» debido a malentendidos. - 1, 2, 3, 4 canciones compuestas por Robert Smith, Michael Dempsey y Lol Tolhurst. - 5, 6 canciones compuestas por Robert Smith, Lol Tolhurst, Simon Gallup y Matthieu Hartley. | - 7, 8, 9, 10 canciones compuestas por Robert Smith, Simon Gallup y Lol Tolhurst. - 11, 12, 13, 14 canciones compuestas por Robert Smith y Lol Tolhurst. - 15, 16, 17 canciones compuestas por Robert Smith. |

### Edición Casete
| Standing on a Beach - caras A |                                |          |  |
| N.º                           | Título                         | Duración |  |
| 1.                            | «Killing an Arab»              | 2:22     |  |
| 2.                            | «Boys Don't Cry»               | 2:35     |  |
| 3.                            | «Jumping Someone Else's Train» | 2:54     |  |
| 4.                            | «A Forest»                     | 4:53     |  |
| 5.                            | «Primary»                      | 3:33     |  |
| 6.                            | «Charlotte Sometimes»          | 4:13     |  |
| 7.                            | «The Hanging Garden»           | 4:21     |  |
| 8.                            | «Let's Go to Bed»              | 3:33     |  |
| 9.                            | «The Walk»                     | 3:28     |  |
| 10.                           | «The Lovecats»                 | 3:38     |  |
| 11.                           | «The Caterpillar»              | 3:38     |  |
| 12.                           | «Inbetween Days»               | 2:56     |  |
| 13.                           | «Close to Me»                  | 3:39     |  |

| - (*) Este título fue reemplazado por Robert Smith durante sus conciertos por «Kissing an arab» o «Killing another» debido a malentendidos. - 1, 2, 3 canciones compuestas por Robert Smith, Michael Dempsey y Lol Tolhurst. - 4 canción compuesta por Robert Smith, Lol Tolhurst, Simon Gallup y Matthieu Hartley. | - 5, 6, 7 canciones compuestas por Robert Smith, Simon Gallup y Lol Tolhurst. - 8, 9, 10, 11 canciones compuestas por Robert Smith y Lol Tolhurst. - 12, 13 canciones compuestas por Robert Smith. |

| Standing on a Beach - caras B |                            |          |  |
| N.º                           | Título                     | Duración |  |
| 1.                            | «I'm Cold»                 | 2:47     |  |
| 2.                            | «Another Journey By Train» | 3:04     |  |
| 3.                            | «Descent»                  | 3:07     |  |
| 4.                            | «Splintered in Her Head»   | 5:16     |  |
| 5.                            | «Mr. Pink Eyes»            | 2:42     |  |
| 6.                            | «Happy the Man»            | 2:45     |  |
| 7.                            | «Throw Your Foot»          | 3:33     |  |
| 8.                            | «The Exploding Boy»        | 2:52     |  |
| 9.                            | «A Few Hours After This»   | 2:26     |  |
| 10.                           | «A Man Inside My Mouth»    | 3:05     |  |
| 11.                           | «Stop Dead»                | 4:02     |  |
| 12.                           | «New Day»                  | 4:08     |  |

| - 1 canción compuesta por Robert Smith, Michael Dempsey y Lol Tolhurst. - 2 canción compuesta por Robert Smith, Lol Tolhurst, Simon Gallup y Matthieu Hartley. | - 3, 4 canciones compuestas por Robert Smith, Simon Gallup y Lol Tolhurst. - 5, 12 canciones compuestas por Robert Smith y Lol Tolhurst. - 6, 7, 8, 9, 10, 11 canciones compuestas por Robert Smith. |

## Créditos
| The Cure - Robert Smith - (Líder), guitarrista, vocalista, bajista, teclista (1978—1986) - Michael Dempsey - Bajista (1978—1979) - Lol Tolhurst - Baterista, tecladista (1978—1986) - Simon Gallup - Bajista, teclista (1980—1982), (1985 - 1986) - Matthieu Hartley - Tecladista (1980) - Andy Anderson - Baterista (1983—1984) - Phil Thornalley - Bajista (1983—1984) - Porl Thompson - Guitarrista, teclista, saxofonista (1984—1986) - Boris Williams - Baterista (1985—1986) | Producción - Producción: The Cure - Publicado por: APB Music Co., Ltd. - Sonido original grabado por: Fiction Records |